# Енергија мора
Енергија мора је потенцијална енергија садржана у водама океана и мора а која се на различите начине може конвертовати у топлотну и/или електричну енергију и на тај начин користити за потребе људи. То је врста хидроенергије јер користи хидропотенцијле, а у извесном смислу се може посматрати и као соларна или лунарна када зависи од деловања Сунца и Месеца.
Енергија мора представља обновљиви извор енергије и као таква је веома интересантна за експлоатацију.
Енергија мора се јавља у три основна облика и то као:
- енергија таласа
- енергија плиме и осеке
- унутрашња енергија мора.

## Енергија таласа
Таласи настају деловањем ветра, а ветар деловањем Сунца. Основне карактеристике таласа су висина и дужина. Временски размак између две амплитуде сразмеран је другом корену дужине таласа. Енергија таласа сразмерна је квадрату висине таласа и обрнуто сразмерне временском размаку између две амплитуде. Енергија нагло опада су дубином, па на дубини од 20m износи само 20% од енергије непосредно испод површине, а на дубини од 50m само око 2% од енергије непосредно испод површине.
Снагу таласа дефинишемо по јединици површине управну на смер кретања таласа. Она може износити и 10kW/m², али и око нуле. Пример, за подручје северног Атлантика, на отвореном мору између Шкотске и Исланда у 50% времена снага валова је 3.9kW/m² или већа. Снагу таласа можемо одредити по метру дужине на морској површини. Тако дефинисана снага таласа мења се са брзином ветра и зависи од годишњег доба и временских прилика. На споменутом делу Атлантика у 50% времена лети је снага 10kW/m или већа, а зими 95kW/m или већа.
Дужина обала уз океане свих пет континената (без полова) износи око 100 милиона метара, па ако се рачуна с просечном средњом снагом од 10kW/m, добија се просечна годишња снага од 1TW, односно годишња енергија од око 9.000TWh, што је око 60% данашње производње ел. енергије. Свакако, да ће због лакшег довођења енергије потрошачима на копно, бити једноставније искоришћавати енергију непосредно уз обалу, иако је енергија таласа на отвореном мору много већа. Искоришћавање енергије таласа ће бити ограничено због географских фактора и економских ограничења, у првом реду изазваних проблемом преноса тако произведене ел. енергије.

## Енергија плиме и осеке
Плима и осека су последица деловања Сунца и Месеца на воду у океанима. Амплитуда плиме и осеке зависи од међусобног положаја Сунца, Месеца и Земље. Амплитуда и фреквенција различите су на појединим обалама. Нпр. амплитуде плиме и осеке на Средоземном мору су 10cm, а на Атлантском, Тихом и Индијском океану просечно 6-8m. На појединим местима обале у западној Француској и у југозападном делу Велике Британије амплитуда достиже и више од 12m. На западноевропској атлантској обали временски размак између две плиме износи 12 сати и 25 минута, а на обалама Индокине настаје само једна плима у 24 часа.
За енергетско искоришћавање плиме и осеке потребно је одабрати погодно место на обали, на којој је велика амплитуда плиме уз могућност изолације дела морске површине (изградњом преграде) ради стварања акумулационог базена. Најједноставнији начин коришћења постиже се уградњом турбина које раде само у једном смеру струјања воде. Тада се осим турбине у преграду уграђују и запорница.
Разликујемо 4 фазе погона. У првој фази, за време плиме базен се пуни, уз отварање запорнице, све док се не постигне максимална кота у базену која одговара максимуму плиме. Тада се затворе запорнице. Вода остаје на максималној коти, а ниво мора опада. У трећој фази ставља се турбина у погон, па се на тај начин потенцијална енергија воде акумулисана у базену претвара у механичку, а затим у електричну енергију, на паду који је једнак разлици коте воде у базену и морске воде. Пропуштањем воде кроз турбине смањује се кота воде у базену, све док разлика кота постигне неки минимум уз који турбина још може да ради.
Кад је тај минимум постигнут, обуставља се погон турбине и прелази се у четврту фазу погона, за време које је ниво воде у базену константан. Када се коте мора и воде изједначе, отвара се запорница и почиње да се пуни базен, што одговара фази погона 1. За овакав погон турбина ради око 45% времена трајања једне плиме и осеке (4-5х). Остало време турбина је ван погона, па се за то време не производи ел. енергија.
Да би се продужило време погона, може се поставити турбина која ради у оба смера струјања воде: из базена и у базен. Постоји варијанта да турбина ради и као пумпа, било за пребацивање воде из базена у море, било из мора у базен. На овај начин боље се искоришћава потенцијална енергија плиме и осеке.

## Унутрашња енергија мора
Довођењем топле воде са морске површине у простор довољно ниског притиска, она се претвора у пару. Том паром могу покрећу се парне турбине. У турбини се искоришћава та разлика између температуре на површини и у дубини мора, односно између притисака који одговарају тим температурама.
Прво и једино такво постројење од 22kW изграђено је 1919. године на Куби. Оно је показало техничку могућност искоришћавања тог енергетског извора, али није нашло практичну теоретску примену због великих инвестиционих трошкова. Инвестиције по јединици снаге за такву електрану веће су него за хидроелектране, а она се може градити само на обалама у тропском појасу, тамо где је температура мора довољно висока.
Процењено је да би се у оваквим постројењима могло произвести 600000 TWh електричне енергије, а то је око 40 пута више од данашње светске производње енергије. Будући да се та енергија може искоришћавати само у малом броју подручја (потребна је довољна дубина близу обале) и да је потрошња енергије у тропским и суптропским подручјима мала, не можемо очекивати већу употребу оваквог извора енергије.